# El Moreu
el Moreu és un antic mas, avui segona residència, a uns dos km al NO del nucli de Vidrà (Osona).

## Arquitectura
Casa de planta rectangular amb teulada de dues vessants i amb l'entrada principal al sud. Té planta baixa, pis i golfes. Té un accés secundari per la part de tramuntana, on es construïren unes escales i un petit pati els anys cinquanta del segle xix. La seva estructura interior és la pròpia d'una casa de pagès, amb una planta destinada a ús agrari i un pis dedicat a habitatge, i les golfes que fa les funcions de graner. A la part de llevant hi ha una era enllosada amb cairons. La construcció originària disposa d'un cos quadrangular adossat a la part de llevant, que antigament havia estat un colomer.

## Història
Malgrat que a la façana de ponent hi ha una llinda amb l'any 1697, és molt possible que aquesta sigui re-aprofitada, doncs, a les finestres s'inscriuen altres anys, como per exemple el 1788. La part de llevant és la que ha estat objecte de més reformes, ja que en ella s'hi han obert dues finestres. Aquesta reforma tingué lloc a finals del segle xix, concretament l'any 1893. El fet que actualment sigui segona residència ha comportat alguns canvis en la seva estructura interior, amb la conseqüent supressió dels espais destinats a feines agràries de la planta baixa.